# Jun Suzuki (ur. 1989)
Jun Suzuki (jap. 鈴木惇 Suzuki Jun;  ur. 22 kwietnia 1989 w Higashi-ku, Fukuoka) – japoński piłkarz występujący na pozycji pomocnika. Obecnie zawodnik Tokyo Verdy.